# Roland Oberlin
 (mai 2013).
Si vous disposez d'ouvrages ou d'articles de référence ou si vous connaissez des sites web de qualité traitant du thème abordé ici, merci de compléter l'article en donnant les références utiles à sa vérifiabilité et en les liant à la section « Notes et références ».
Pour les articles homonymes, voir Oberlin.
Roland Oberlin (né en 1952) est un comédien français de théâtre, de cinéma et de télévision.

## Biographie
Né en 1952, Roland Oberlin devient comédien dans les années 1970 après s'être formé au Conservatoire de Strasbourg et au cours de Jean Périmony à Paris. Il apparaît dans plusieurs pièces de Au théâtre ce soir.
Il est veuf de l'auteur dramatique Pierre Barillet.

## Théâtre
- 1978 : Don Juan de Molière, mise en scène Jean-Pierre Bouvier, théâtre de l'Œuvre, théâtre de Créteil
- 1978 : Ceux qui font les clowns de Michael Steward, mise en scène Jean-Pierre Bouvier, espace Cardin
- 1979 : Diderot à corps perdu d'Élisabeth de Fontenay, mise en scène Jean-Louis Barrault, théâtre d'Orsay
- 1980 : Potiche de Pierre Barillet et Jean-Pierre Grédy, 700 représentations, mise en scène Pierre Mondy, théâtre Antoine
- 1984 : La Salle à manger de Peter Gurney, adaptation de Pierre Barillet et Jean-Pierre Gredy, mise en scène Jacques Bachelier, Petit Montparnasse, Bouffes-Parisiens
- 1987 : Chapeau Monsieur Trenet, récital de 34 chansons de Charles Trenet, accompagné par Christian Rémy mise en scène Roland Oberlin, théâtre Saint-Georges, reprise en 1989 au Studio des Champs-Élysées
- 1996 : Sexe, paillettes et ruban rouge de Paul Rudnick adaptation et mise en scène de Christian Bordeleau, espace Jemmapes
- 2001 : Se trouver de Luigi Pirandello, mise en scène de Jean-Claude Amyl, espace Cardin

## Filmographie

### Cinéma
- 1984 : Rive droite, rive gauche de Philippe Labro : le journaliste à la télévision
- 1998 : L'homme est une femme comme les autres de Jean-Jacques Zilbermann : le vendeur de la mariée
- 2000 : Meilleur Espoir féminin de Gérard Jugnot : le réceptionniste

### Télévision
- 1982 : Malesherbes, avocat du roi, réalisation Yves-André Hubert : le duc de la Rochefoucaud
- 1985 : Le Deuxième Couteau téléfilm de Josée Dayan : Gaston Copper
- 1989 : Condorcet, réalisation Michel Soutter : Chateaubriand
- Réalisations de Josée Dayan : Le Vin qui tue (téléfilm), Pardaillan (12 épisodes × 1h).
- 20 prestations en tant que chanteur dans La Chance aux chansons de Pascal Sevran, et Du côté de chez Fred de Frédéric Mitterrand.